# まるのみヤングバーガー
『まるのみヤングバーガー』は、ニッポン放送が1983年10月10日から1984年4月6日まで毎週月曜日 - 金曜日の20:00 - 20:30に編成していた番組のレーベル枠とそのタイトル。

## 概要
本枠が編成されていた期間はニッポン放送ショウアップナイターのナイターオフ期間。当時ニッポン放送のナイターオフ20時台の枠はナイターオフ期間ごとに日替わりで異なるパーソナリティによる5本の番組を並べる編成をしており、1976年度の「ねらえ!サウンドライフ」から1時間（55分）枠でのこの体制が続いていたが、1時間（55分）体制は前年1982年度の「オジンはバッテン!まるごとヤングミュージック」までで、本年度1983年度の本枠からも20時台のこの枠で日替わり番組枠の体制が続いたが枠は30分に短縮。この編成は翌1984年度の「KISS KISS シンドローム」まで続いた。
5番組の中で唯一、木曜日の『シブがき隊 ホット!ヒット!!はっと!?』はこの前年の1982年4月からスタートしていた既存の番組であり、他の時間帯から移動して来た。そして本枠終了後も他の時間帯に移動し、1985年10月まで放送されていた。

## 曜日別各番組
月曜：「潘恵子 占星ショナルロック」
- パーソナリティは声優の潘恵子。西洋占星術師としての顔も生かし、潘杏蘭（はん きょうらん）としての西洋占星術の企画を交えた構成の番組であった。
- 毎週、有名人の運勢を占ったり、リスナーのその週一週間の運勢を伝えるコーナーがあった[6]。また新人歌手やタレントをゲストに迎えて、その場でこのまま芸能界で活躍していけるかどうかなどの予測や運勢を出していた[6]。
- 1984年3月11日に松竹系にて公開されたアニメ映画『超人ロック』の情報も、この番組内でいち早く伝えられていた。番組名に『ロック』が付いているのは、この映画とのタイアップのためである[6]（パーソナリティの潘も、この映画にてジェシカ役で出演していた）。
- 松竹とコロムビアレコードの提供[1]。

火曜：「サウンドカドカワ 克也と純のラジオがなんだ」
- パーソナリティ・出演は小林克也と戸川純。
- 主に、二人によるショートコント、ショートトークにその合間の音楽で構成。コント、トークのネタには下ネタ、お色気ネタが多かった。
- 角川書店グループの一社提供[1]。

水曜：「週刊ラジオアニメディア だんぜん!アニメNo.1」
- パーソナリティは平野文と松野達也（現・松野太紀）。番組タイトル通り、学研のアニメ雑誌「アニメディア」と連動した番組であった。
- アニメディアを発刊している学研の一社提供[1]。

木曜：「シブがき隊 ホット!ヒット!!はっと!?」
- この番組は、この5番組の中で唯一、すでに放送が始まっていた番組である。本枠が設けられる前年の1982年4月に日曜日 21:30〜22:00枠でスタート。一年後の1983年4月に土曜日 21:30〜22:00枠に移動し、この半年後の1983年10月からこの木曜日 20:30〜20:30枠で放送。本枠終了後の1984年4月からは土曜日 16:30〜17:00枠に移動し、1985年10月まで放送されていた。

金曜：「鈴木雅之・岩崎良美 ミュージックライダー おもわず発進!」
- パーソナリティは鈴木雅之と岩崎良美。
- ダイネーゼジャパンの一社提供[1]。

## ネット局
（出典：）
- 札幌テレビ放送：月〜金 20:00 - 20:30
- 青森放送：月〜木 24:00 - 24:30
  - 当時同局の金曜日のこの時間は自社制作番組『SAY! MUSIC FELLOW』（24:00〜25:00）を放送していたため、『ミュージックライダー おもわず発進!』は放送無し。
- 山梨放送：月〜金 21:00 - 21:30
- 信越放送：月〜金 21:00 - 21:30
- 中国放送：水〜金 21:00 - 21:30
  - 枠タイトルを同局独自で「アイドルナイト・ナイト」（月〜金）と改題して放送。なお月曜日は別番組『るんるんアイドル花盛り!』を、火曜日は『松田聖子 愛にくちづけ』（ニッポン放送制作）を放送していたため、月曜『潘恵子 占星ショナルロック』と火曜『克也と純のラジオがなんだ』は放送無し[9]。
- 山口放送：月〜金 20:00 - 20:30[注釈 2]
- 西日本放送：月〜金 20:00 - 20:30
- 高知放送：水〜金 20:00 - 20:30[注釈 2]
  - 枠タイトルを同局独自で「RKCアイドルナイト」（火〜金）と改題して放送。なお火曜日は『松田聖子 愛にくちづけ』を放送していたため、『克也と純のラジオがなんだ』は放送無し[10]。
- 長崎放送：月〜金 21:00 - 21:30

以下は「克也と純のラジオがなんだ」のみ
- 東海ラジオ放送：火曜 20:00 - 20:30
- 毎日放送：土曜 19:30 - 20:00
- 福井放送：土曜 20:00 - 20:30

以下は「だんぜん!アニメNo.1」のみ
- 福井放送：土曜 19:30 - 20:00

以下は「シブがき隊 ホット!ヒット!!はっと!?」（1983年10月〜1984年4月の間）のみ
- 福井放送：土曜 19:00 - 19:30
- 山陰放送：金曜 19:00 - 19:30

以下は「鈴木雅之・岩崎良美 ミュージックライダー おもわず発進!」のみ
- 山陰放送：金曜 21:00 - 21:30